# هاباخ
هاباخ (به آلمانی: Habach) یک شهر در آلمان است که در بایرن واقع شده‌است.

## خصوصیات
هاباخ ۱۲٫۱۵ کیلومترمربع مساحت دارد ۶۵۲ متر بالاتر از سطح دریا واقع شده‌است.